# Rock en tu Idioma Sinfónico
Rock en tu idioma Sinfónico es un proyecto musical creado en 2015, dirigido y encabezado por el bajista, compositor y productor mexicano Sabo Romo.

## Biografía
El proyecto Rock en tu idioma sinfónico revive los temas que marcaron a una generación.
En el 2015 un grupo de músicos se da a la tarea de desarrollar el proyecto de reunir en un mismo escenario a exitosos músicos que fueron parte del movimiento “Rock en tu idioma”, pero en esta ocasión acompañados por una orquesta, dándole una percepción sinfónica, interpretando sus grandes éxitos.
Bon, Kazz, Marciano Cantero , Francisco Familiar, Piro, Leonardo de Lozanne y Cala, entre muchos otros, formaron parte del primer álbum grabado del proyecto.
La orquesta sinfónica es la "Camerata Metropolitana" que actuó bajo la dirección del compositor y arreglista Felipe Pérez Santiago y desde el 2018 a la fecha por el director y violinista Humberto López Sánchez, acompañados del coro "Euterpe".
En 2016, Sabo confirmó la grabación de un segundo álbum sinfónico, mismo que se grabó el 6 de septiembre de 2017 en el Auditorio Nacional de la Ciudad de México ante 10 mil personas, y contó en esta ocasión con la participación de José Fors (Cuca), María Barracuda, Cecilia Toussaint, Javier Gurruchaga (Orquesta Mondragón) y Ugo Rodríguez (Azul Violeta), entre otros.

## Integrantes (músicos base)
- Sabo Romo - bajo y coros
- Jorge Chiquis Amaro - batería
- Gasú / Arturo Ybarra - guitarra

## Discografía

### En directo
- 2015: Rock en tu Idioma Sinfónico vol. I (Sony Music).
- 2017: Rock en tu Idioma Sinfónico vol. II (Sony Music).

### En estudio
- 2020: Rock en tu idioma Eléctrico (Sony Music).

### Recopilatorio
- 2020: Lo mejor de Rock en tu Idioma Sinfónico (Sony Music).